# Норт Стар (Делавер)
Норт Стар (енгл. North Star) насељено је место без административног статуса у америчкој савезној држави Делавер.

## Демографија
По попису из 2010. године број становника је 7.980, што је 297 (-3,6%) становника мање него 2000. године.
| Група             | 2000.         | 2010.         |
| Белци             | 7.346 (88,8%) | 6.871 (86,1%) |
| Афроамериканци    | 207 (2,5%)    | 250 (3,1%)    |
| Азијати           | 553 (6,7%)    | 626 (7,8%)    |
| Хиспаноамериканци | 97 (1,2%)     | 134 (1,7%)    |
| Укупно            | 8.277         | 7.980         |